# Cjepivo protiv COVID-19
Cjepivo protiv COVID-19 je cjepivo protiv koronavirusne bolesti (COVID-19). Državne zdravstvene agencije odobrile su osam kandidata za javnu uporabu. Mnoge su zemlje provodile fazne planove raspodjele koji daju prioritet onima s najvećim rizikom od komplikacija poput starijih i onima s visokim rizikom od izloženosti i prijenosa, poput zdravstvenih radnika. Od 5. siječnja 2021. godine diljem svijeta primijenjeno je 14,5 milijuna doza cjepiva COVID-19 na temelju službenih izvješća nacionalnih zdravstvenih agencija.

## Razvoj

### Pozadina
Prije pandemije COVID-19, rad na razvoju cjepiva protiv koronavirusnih bolesti SARS i MERS uspostavio je znanje o strukturi i funkciji koronavirusa, što je ubrzalo razvoj različitih tehnoloških platformi za cjepivo COVID-19 tijekom početka 2020. godine.
Prema studijama objavljenim 2005. i 2006. godine, identifikacija i razvoj novih cjepiva i lijekova za liječenje SARS-a u to je vrijeme bio prioritet za vlade i agencije za javno zdravstvo širom svijeta. Od 2020. godine nije dokazano da je lijek ili zaštitno cjepivo sigurno i učinkovito protiv SARS-a kod ljudi.
Također ne postoji dokazano cjepivo protiv MERS-a. Kad je MERS prevladao, vjerovalo se da postojeća istraživanja SARS-a mogu pružiti koristan obrazac za razvoj cjepiva i terapijskih lijekova protiv MERS-CoV infekcije. Od ožujka 2020. postojalo je jedno (s DNK) cjepivo MERS koje je dovršilo klinička ispitivanja faze I na ljudima i još tri u tijeku, a sve su to cjepiva s virusnim vektorom: dva adenovirusna (ChAdOx1-MERS, BVRS-GamVac) i jedan MVA-vektorizirani (MVA-MERS-S).
Od prosinca 2020. je razvijeno 321 kandidata za cjepivo, od kojih je 17 u fazi II-III ispitivanja u kojoj je po tisućama sudionika testirano dok ih je 40 pokrenuto u ispitivanjima sigurnosti i učinkovitosti faze I-II, a 57 kandidata ukupno su pod kliničkim istraživanjima.
Zbog velike potražnje za predbilježbama u razdoblju 2020. – 21., ljudi u zemljama u razvoju s niskim prihodima možda neće dobiti cijepljenje od tih proizvođača do 2023. ili 2024., povećavajući potrebu za globalnom inicijativom COVAX za pravičnu opskrbu cjepivima.

### Rani razvoj
Nakon otkrivanja koronavirusa u prosincu 2019. genetski slijed COVID-19 objavljen je 11. siječnja 2020., što je pokrenulo hitan međunarodni odgovor za pripremu izbijanja i ubrzavanje razvoja preventivnog cjepiva.
U veljači 2020. Svjetska zdravstvena organizacija (SZO) priopćila je da ne očekuje da će cjepivo protiv teškog akutnog respiratornog sindroma koronavirusa 2 (SARS-CoV-2), uzročnika virusa, postati dostupno za manje od 18 mjeseci. Koalicija za inovacije spremnosti za epidemiju (CEPI) - koja organizira svjetski fond od dvije milijarde dolara za brza ulaganja i razvoj kandidata za cjepivo - u travnju je navela da bi cjepivo moglo biti dostupno prema protokolima za hitnu uporabu za manje od 12 mjeseci ili do početka 2021. godine. 4. svibnja 2020. SZO je organizirao skup za prikupljanje 8 milijardi USD iz četrdeset zemalja kako bi podržao brzi razvoj cjepiva za sprečavanje infekcije COVID-19, također najavivši postavljanje međunarodnog za istodobnu evaluaciju nekoliko cjepiva kandidata koji dosegnu fazu II-III kliničke studije. U ispitivanjima faze III, nekoliko cjepiva protiv COVID-19 pokazalo je učinkovitost cjepiva do čak 95% u prevenciji simptomatskih infekcija COVID-19. Do prosinca su zemlje naručile više od 10 milijardi doza cjepiva. Proizvođači tri cjepiva najbliža globalnoj distribuciji - Pfizer, Moderna i AstraZeneca - predviđaju proizvodni kapacitet od 5,3 milijarde doza u 2021. godini, koji bi se mogli koristiti za cijepljenje oko 3 milijarde ljudi. 
U travnju 2020. SZO je procijenio ukupni trošak od 8 milijardi američkih dolara za razvoj paketa od tri ili više cjepiva s različitim tehnologijama i distribucijom.
Do travnja 2020. godine, "gotovo 80 tvrtki i instituta u 19 zemalja" radilo je na ovoj virtualnoj zlatnoj groznici. Također u travnju, CEPI je procijenio da bi čak šest kandidata za cjepivo protiv COVID-19 trebalo izabrati međunarodne koalicije za razvoj kroz ispitivanja faze II-III, a tri bi trebalo usmjeriti kroz regulatornu i osiguranje kvalitete za ukupno licenciranje trošak od najmanje 2 milijarde američkih dolara. Druga analiza procjenjuje da će 10 kandidata trebati simultani početni razvoj, prije nego što ih odabere nekoliko za konačni put do licenciranja.
U srpnju 2020., angloameričke obavještajne i sigurnosne organizacije dotičnih vlada i oružanih snaga, kao Nacionalni centar za kibernetsku sigurnost Velike Britanije, zajedno s Kanadskom uspostavom za sigurnosnu komunikaciju, Američkim odjelom za nacionalnu sigurnost, Sigurnosnom agencijom za kibernetsku sigurnost i SAD-om Agencija za nacionalnu sigurnost (NSA) tvrdila je da su ruski državni hakeri pokušali ukrasti liječenje protiv COVID-19 i istraživanje cjepiva od akademskih i farmaceutskih institucija u drugim zemljama; Rusija je to demantirala.

### Pretklinička istraživanja
U travnju 2020. SZO je izdao izjavu koja predstavlja desetke znanstvenika o cjepivima širom svijeta, obećavajući suradnju kako bi se ubrzao razvoj cjepiva protiv COVID-19. Koalicija SZO potiče međunarodnu suradnju između organizacija koje razvijaju kandidate za cjepivo, nacionalnih regulatornih i političkih agencija, financijskih obveznika, udruga za javno zdravstvo i vlada, za eventualnu proizvodnju uspješnog cjepiva u količinama dovoljnim za opskrbu svih pogođenih regija, posebno zemalja s niskim resursima.
Industrijska analiza prošlog razvoja cjepiva pokazuje stope neuspjeha od 84–90%. Budući da je COVID-19 nova virusna meta sa svojstvima koja se još uvijek otkrivaju i koja zahtijevaju inovativne tehnologije cjepiva i strategije razvoja, rizici povezani s razvojem uspješnog cjepiva u svim fazama pretkliničkih i kliničkih istraživanja visoki su.
Kako bi se procijenila mogućnost učinkovitosti cjepiva, računalne simulacije bez presedana i novi životinjski modeli specifični za COVID-19 razvijaju se multinacionalno tijekom 2020. godine, ali ove metode ostaju neprovjerene zbog nepoznatih karakteristika virusa COVID-19. Od potvrđenih aktivnih kandidata za cjepivo, oko 70% razvijaju privatne tvrtke, dok su preostali projekti u razvoju od strane akademskih, vladinih koalicija i zdravstvenih organizacija.
Većina proizvođača cjepiva su male tvrtke ili sveučilišni istraživački timovi s malo iskustva u uspješnom dizajniranju cjepiva i ograničenim kapacitetom za napredne troškove kliničkih ispitivanja i proizvodnju bez partnerstva multinacionalnih farmaceutskih kompanija.
Povijesno je vjerojatnost uspjeha kandidata za cjepivo za zarazne bolesti da prijeđe predkliničke barijere i dosegne I. fazu ispitivanja na ljudima 41-57%.

### Tehnološke platforme
Od rujna 2020., devet različitih tehnoloških platformi - s tehnologijom brojnih kandidata koji su ostali nedefinirani - bilo je u istraživanju i razvoju kako bi se stvorilo učinkovito cjepivo protiv COVID-19. Većina platformi kandidata za cjepivo u kliničkim ispitivanjima usredotočena je na protein spike koronavirusa i njegove inačice kao primarni antigen infekcije COVID-19. Platforme koje su se razvijale 2020. godine uključivale su tehnologije nukleinskih kiselina (nukleozidno modificirane glasničke RNA i DNA), virusni vektori koji se ne repliciraju, peptidi, rekombinantni proteini, živi oslabljeni virusi i inaktivirani virusi.
Mnoge tehnologije cjepiva koje se razvijaju za COVID-19 nisu poput cjepiva koja se već koriste za sprečavanje gripe, već koriste strategije "sljedeće generacije" za preciznost mehanizama infekcije COVID-19. Platforme cjepiva u razvoju mogu poboljšati fleksibilnost manipulacije antigenima i učinkovitost ciljanja mehanizama infekcije COVID-19 u osjetljivim podskupinama stanovništva, poput zdravstvenih radnika, starijih osoba, djece, trudnica i ljudi s postojećim oslabljenim imunološkim sustavom.
| Molekularna platforma          | Ukupni broj kandidata | Broj kandidata u ljudskim ispitivanjima |
| ------------------------------ | --------------------- | --------------------------------------- |
| Inaktivirani virus             | 19                    | 5                                       |
| Nereplicirajući virusni vektor | 35                    | 4                                       |
| Na bazi RNK                    | 36                    | 3                                       |
| Proteinska podjedinica         | 80                    | 2                                       |
| Na bazi DNK                    | 23                    | 2                                       |
| Čestica slična virusu          | 19                    | 1                                       |
| Replicirajući virusni vektor   | 23                    | 0                                       |
| Živi oslabljeni virus          | 4                     | 0                                       |

### Ispitivanja
U travnju 2020. WHO je objavio "Nacrt za istraživanje i razvoj (za) roman Coronavirus" (Nacrt). Nacrt je dokumentirao "veliko, međunarodno, pojedinačno randomizirano kontrolirano kliničko ispitivanje s više mjesta, kako bi se omogućilo" istodobnu procjenu koristi i rizika svakog perspektivnog cjepiva kandidata u roku od 3-6 mjeseci nakon što je stavljeno na raspolaganje za ispitivanje. " Nacrt je naveo Globalni ciljni profil proizvoda (TPP) za COVID-19, identificirajući povoljne atribute sigurnih i učinkovitih cjepiva u dvije široke kategorije: "cjepiva za dugoročnu zaštitu ljudi s većim rizikom od COVID-19, poput zdravstvene zaštite radnika ", i druga cjepiva koja pružaju imunitet brzog odgovora na nove epidemije.Formiran je međunarodni TPP tim za 1) procjenu razvoja najperspektivnijih cjepiva kandidata; 2) mapirati cjepiva-kandidate i njihova klinička ispitivanja širom svijeta, objavljujući često ažurirani "krajolik" cjepiva u razvoju; 3) istovremeno procijeniti i pregledati cjepiva koja najviše obećavaju prije nego što se testiraju na ljudima; i 4) osmisliti i koordinirati međunarodno randomizirano kontrolirano ispitivanje na više mjesta - "Pokus solidarnosti" za cjepiva - kako bi se omogućila istodobna procjena koristi i rizika različitih kandidata za cjepivo u kliničkim ispitivanjima u zemljama u kojima postoje visoke su stope bolesti COVID-19, što osigurava brzu interpretaciju i razmjenu rezultata širom svijeta. Koalicija SZO-a za cjepiva odredit će koja cjepiva trebaju ići u klinička ispitivanja faze II i III i odrediti usklađene protokole faze III za sva cjepiva koja postižu ključnu fazu ispitivanja.

## Cjepiva

### Gam-COVID-Vac
Dana 11. kolovoza 2020. godine, ruski predsjednik Vladimir Putin je objavio, da je Ministarstvo zdravlja Ruske Federacije odobrilo prvo cjepivo protiv COVID-19 bolesti, unatoč tome što je testirano samo na malom broju ljudi u ranim fazama kliničkih ispitivanja koja su trajala dva mjeseca, što je obično postupak koji zahtijeva godinu ili više kliničkih procjena za dokaz sigurnosti cjepiva i učinkovitosti protiv virusnih bolesti.
Brzo odobrenje cjepiva u početku je kritizirano kao prerano kako bi se tvrdilo da je prva zemlja koja je proizvela cjepivo protiv COVID-19. Prosvjedi su se razvili u međunarodnoj znanstvenoj zajednici zbog najave registracije cjepiva, uglavnom zato što u početku nije bilo objavljivanja rezultata kliničkih ispitivanja na Gam-COVID-Vac.
Iako su rezultati faze I-II na kraju objavljeni 4. rujna 2020., ključno ispitivanje faze III - nužan znanstveni korak za dokazivanje sigurnosti i djelotvornosti cjepiva kod tisuća osoba - još nije bilo dovršeno u cijelosti. U prosincu 2020. Institut Gamaleya objavio je preliminarne podatke o 22.714 sudionika svojih ispitivanja faze III. Studija je nasumično, dvostruko slijepo, s placebom kontrolirano, multicentrično kliničko ispitivanje u kojemu je sudjelovalo 40 000 dobrovoljaca i trebalo bi trajati do svibnja 2021. godine.

### Tozinameran
Pod kodnim nazivom BNT162b2, poznato kao cjepivo Pfizer – BioNTech COVID-19, a prodaje se pod robnom markom Comirnaty, to je cjepivo protiv COVID-19, koje je BioNTech razvilo u suradnji s Pfizerom. To je i prvo cjepivo protiv COVID-19 koje je odobrilo strogo regulatorno tijelo za hitnu uporabu i prvo odobrenje za redovnu uporabu.
Ispitivanja su započela u travnju 2020 .; do studenog je cjepivo testirano na više od 40 000 ljudi. Privremena analiza podataka studije pokazala je potencijalnu učinkovitost od preko 90% u sprečavanju infekcije u roku od sedam dana od druge doze. Najčešće nuspojave uključuju blagu do umjerenu bol na mjestu uboda, umor i glavobolju. Od prosinca 2020. izvješća o ozbiljnim nuspojavama, poput alergijskih reakcija, bila su vrlo rijetka, a nisu zabilježene dugotrajne komplikacije.
U prosincu 2020. tozinameran je bio na procjeni odobrenja za hitnu uporabu (EUA) za široku upotrebu od strane nekoliko medicinskih regulatora na globalnoj razini. Potrebno je hitno odobrenje jer su njegova klinička ispitivanja faze III još uvijek u tijeku: praćenje primarnih ishoda nastavit će se do kolovoza 2021., dok će se praćenje sekundarnih ishoda nastaviti do siječnja 2023. Ujedinjeno Kraljevstvo je prva zemlja koja je odobrila njegovu upotrebu u hitnim slučajevima. Ostale su zemlje slijedile u roku od tjedan dana. Do 20. prosinca više od pola milijuna ljudi u Britaniji primilo je cjepivo u sklopu svog nacionalnog programa cijepljenja. Od 21. prosinca 17 zemalja i Europska unija odobrile su tozinameran, cjepivo Pfizer – BioNTech, za hitnu upotrebu.
Pfizer je u studenom 2020. naznačio da bi 50 milijuna doza moglo biti dostupno globalno do kraja 2020., s oko 1,3 milijarde doza 2021. godine.
Pfizer je unaprijed zaključio kupoprodajne ugovore od oko 3 milijarde američkih dolara za osiguravanje licenciranog cjepiva u Sjedinjenim Državama, Europskoj uniji, Ujedinjenom Kraljevstvu, Japanu, Kanadi, Peruu i Meksiku. Distribucija i skladištenje cjepiva logistički je izazov jer ga treba čuvati na temperaturama između -80 i -60 ° C, do pet dana prije cijepljenja.

### BBIBP-CorV
BBIBP-CorV jedno je od dva inaktivirana virusna COVID-19 cjepiva koja je razvio Sinopharm. Od prosinca 2020. nalazi se u fazama III u Argentini, Bahreinu, Egiptu, Maroku, Pakistanu, Peruu i Ujedinjenim Arapskim Emiratima (UAE) s preko 60 000 sudionika. Do studenog 2020. gotovo milijun ljudi uzelo je cjepivo kroz kineski program hitne uporabe. Do prosinca 2020. gotovo 100 000 ljudi u UAE također je primilo cjepivo u sklopu dobrovoljnog programa.
UAE su 9. prosinca 2020. najavili službenu registraciju BBICP-CorV nakon što je privremena analiza ispitivanja faze III pokazala da BBIBP-CorV ima 86% efikasnosti protiv infekcije COVID-19. Bahrein i UAE odobrili su cjepivo za upotrebu. UAE nisu rekli kako će cjepivo biti uvedeno.
12. prosinca 2020. godine Peru je obustavio ispitivanja cjepiva Sinopharm kako bi istražio štetni događaj koji se dogodio s jednim od dobrovoljaca prije nego što ih je nastavio 16. prosinca.

### CoronaVac
CoronaVac je kandidat za cjepivo COVID-19 koji je razvila kineska biofarmaceutska tvrtka Sinovac. Cjepivo sadrži kemijski inaktivirani virus SARS-CoV-2. Počevši od sredine 2020. godine, kandidat za cjepivo prolazio je kliničko istraživanje faze III. Trenutno prolazi kroz faze III ispitivanja u Brazilu, Čileu, Indoneziji i Turskoj.
Dana 13. prosinca, Brazilski institut Butantan koji je provodio ispitivanja u Brazilu objavio je da je broj potvrđenih slučajeva u fazama III dosegao 170, što je iznad 151 slučaj potreban za primarnu analizu, te da će do 23. prosinca biti predana dokumentacija brazilskom zdravstvenom tijelu ANVISA i kineskoj Nacionalnoj upravi za medicinske proizvode za potpuno odobrenje cjepiva.

### mRNA-1273
mRNA-1273, poznatija kao Moderna COVID-19 cjepivo, COVID-19 je cjepivo koje su razvili Nacionalni institut za alergiju i zarazne bolesti (NIAID), Uprava za napredna biomedicinska istraživanja i razvoj (BARDA) i Moderna. Primjenjuje se intramuskularnom injekcijom. Dana 18. prosinca 2020., mRNA-1273 izdala je odobrenje za hitnu uporabu od strane Agencije za hranu i lijekove Sjedinjenih Država (FDA). Odobren je za uporabu u Kanadi 23. prosinca 2020.

### Ad5-nCoV
AD5-nCOV, trgovačkog naziva Convidicea, kandidat je za COVID-19 cjepivo kojeg je razvila kineska biofarmaceutska tvrtka CanSino Biologics. Razvoj AD5-nCOV započeo je početkom 2020. godine i ušao je u fazu I testiranja u ožujku i fazu II u travnju. Počevši od kolovoza 2020. godine, trenutno se nalazi u fazama III ispitivanja u Argentini, Čileu, Meksiku, Pakistanu, Rusiji i Saudijskoj Arabiji s više od 40 000 ljudi kao dvostruka doza i jednostruka doza.
Convidicea je virusno vektorsko cjepivo slično AstraZenecinoj AZD1222 i Gamaleyinoj Gam-COVID-Vac koja su također u fazi III kliničkih ispitivanja protiv COVID-19. U studenom je CanSino rekao da će započeti s privremenom analizom rezultata faze III kada se pronađe 50 slučajeva zaraze.

### AZD1222
AZD1222, također poznato kao Covishield ili ChAdOx1 nCoV-19, cjepivo je protiv COVID-19, razvijeno od Sveučilišta Oxford i AstraZeneca, koje se daje intramuskularnom injekcijom, koristeći kao vektor modificirani adenovirus čimpanze ChAdOx1.
Istraživanje rade Sveučilište Oxford Jenner Institute i Oxford Vaccine Group. Tim vode Sarah Gilbert, Adrian Hill, Andrew Pollard, Teresa Lambe, Sandy Douglas i Catherine Green.
Od prosinca 2020. kandidat za cjepivo prolazi kroz fazu III kliničkog istraživanja.
30. prosinca 2020. cjepivo je odobreno za uporabu u programu cijepljenja u Velikoj Britaniji.

### BBV152
BBV152 (također poznat i kao Covaxin) inaktivirano je cjepivo protiv virusa COVID-19 koje razvija Bharat Biotech u suradnji s Indijskim vijećem za medicinska istraživanja.
U svibnju 2020., Indijsko vijeće za medicinska istraživanja (ICMR) Nacionalni institut za virologiju odobrio je i osigurao sojeve virusa za razvoj potpuno autohtonog cjepiva COVID-19. U lipnju 2020. godine tvrtka je dobila dozvolu za provođenje ispitivanja na ljudskoj fazi razvojnog cjepiva COVID-19 pod nazivom Covaxin u fazi 1 i fazi 2 od indijskog vlade za zaštitu lijekova (DCGI). Indijsko vijeće za medicinska istraživanja odabralo je ukupno 12 mjesta za randomizirana, dvostruko slijepa i s placebom kontrolirana klinička ispitivanja kandidata za cjepivo faze I i II.
U prosincu 2020. tvrtka je objavila izvješće za ispitivanja faze I i rezultate predstavila putem medRxiv pretiska.
U studenom 2020. Covaxin je dobio odobrenje za provođenje ispitivanja na ljudima u fazi III nakon završetka faze I i II. Pokus uključuje randomiziranu, dvostruko slijepu, placebom kontroliranu studiju među dobrovoljcima dobne skupine 18 i više i započeo je 25. studenog. U ispitivanjima faze III sudjelovat će oko 26 000 dobrovoljaca iz cijele Indije. Pokusi faze III obuhvatit će ukupno 22 mjesta koja se sastoje od nekoliko država u zemlji, uključujući Delhi, Karnataka i zapadni Bengal, a uskoro se očekuje i pridruživanje mnogih drugih država.
Bharat Biotech se prijavio generalnom kontroloru droga u Indiji (DCGI), vladi Indije, tražeći odobrenje za hitnu uporabu (EUA). To je treća tvrtka nakon Instituta za serum iz Indije i tvrtke Pfizer koja se prijavila za odobrenje za hitne slučajeve.
Dana 2. siječnja 2021. godine, Centralna organizacija za kontrolu droga (CDSCO) preporučila je dopuštenje za hitnu uporabu, koje je dodijeljeno 3. siječnja.

## Raspoređivanje
Od 6. siječnja 2021. godine širom svijeta primijenjeno je 15,56 milijuna doza cjepiva COVID-19 na temelju službenih izvješća nacionalnih zdravstvenih agencija.
Tijekom pandemije brzog vremenskog raspona i razmjera infekcija COVID-19 tijekom 2020. godine, međunarodne organizacije poput SZO-a i CEPI-a, proizvođača cjepiva, vlada i industrije procjenjuju raspodjelu eventualnih cjepiva. Pojedine zemlje koje proizvode cjepivo mogu se nagovoriti da daju prednost ponuđaču koji najviše ponudi za proizvodnju ili pruže prvu uslugu vlastitoj zemlji. Stručnjaci naglašavaju da bi licencirana cjepiva trebala biti dostupna i dostupna ljudima koji vode zdravstvo i imaju najveće potrebe. U travnju je objavljeno da se Velika Britanija složila surađivati s još 20 zemalja i globalnim organizacijama, uključujući Francusku, Njemačku i Italiju, kako bi pronašla cjepivo i podijelila rezultate, te da građani Velike Britanije neće dobiti povlašteni pristup nijednom novom COVID-19 cjepiva koja su razvila britanska sveučilišta koja financiraju porezni obveznici. Nekoliko tvrtki planira u početku proizvoditi cjepivo po niskoj cijeni, a zatim povećati troškove za profitabilnost kasnije ako su potrebna godišnja cijepljenja i dok države grade zalihe za buduće potrebe.
SZO i CEPI razvijaju financijske resurse i smjernice za globalnu primjenu nekoliko sigurnih, učinkovitih cjepiva protiv COVID-19, prepoznajući potrebu za različitim zemljama i segmentima stanovništva. Na primjer, uspješna cjepiva protiv COVID-19 vjerojatno bi se prvo dodijelila zdravstvenom osoblju i populacijama s najvećim rizikom od teških bolesti i smrti od infekcije COVID-19, poput starijih ili gusto naseljenih siromašnih. SZO, CEPI i GAVI izrazili su zabrinutost da bogate zemlje ne bi trebale dobiti prioritetni pristup globalnoj opskrbi eventualnim cjepivima protiv COVID-19, već je potrebna zaštita zdravstvenog osoblja i ljudi s visokim rizikom od zaraze kako bi se riješile zabrinutosti za javno zdravlje i smanjile ekonomski utjecaj pandemije.
Budući da mnogi napori na kandidatima za cjepivo imaju otvorene rezultate, uključujući visoki potencijal za neuspjeh tijekom testiranja na ljudima, CEPI, WHO i dobrotvorne organizacije za cjepiva, poput Zaklade Gates i GAVI, prikupile su više od 20 milijardi američkih dolara tijekom prve polovice od 2020., za financiranje razvoja cjepiva i spremnosti za cijepljenje, posebno za djecu u nerazvijenim zemljama. CEPI je izjavio da bi vlade trebale osigurati provedbu globalno poštenog sustava raspodjele za eventualna cjepiva, koristeći koordinirani sustav proizvodnih kapaciteta, financiranje i kupnja, te nadoknada odgovornosti za nadoknađivanje rizika koje preuzimaju proizvođači cjepiva. Budući da je stvoren za praćenje pravedne raspodjele cjepiva protiv zaraznih bolesti u zemlje s niskim i srednjim prihodima, CEPI je revidirao svoju politiku pravednog pristupa objavljenu u veljači kako bi se primijenio na financiranje cjepiva COVID-19: 1) "cijene cjepiva bit će postavljene što je moguće niže za područja koja su ili mogu biti pogođena izbijanjem bolesti za koju je financiranje CEPI-a korišteno za razvoj cjepiva; " 2) "informacije, know-how i materijali koji se odnose na razvoj cjepiva moraju se dijeliti s CEPI-jem (ili ih prenositi)", tako da može preuzeti odgovornost za razvoj cjepiva ako tvrtka prekine troškove za perspektivnog kandidata za cjepivo; 3) CEPI bi imao pristup i moguće upravljanje pravima intelektualnog vlasništva (tj. Patenata) za cjepiva koja obećavaju; 4) "CEPI će dobiti dio financijskih koristi koje bi mogle proizaći iz razvoja cjepiva pod pokroviteljstvom CEPI-a, da bi ponovno uložio u podršku svojoj misiji pružanja globalne koristi za javno zdravlje"; i 5) transparentnost podataka među razvojnim partnerima trebala bi održavati Izjavu SZO-a o javnom objavljivanju rezultata kliničkih ispitivanja i zahtijevati objavljivanje rezultata u publikacijama s otvorenim pristupom. Neki su se proizvođači cjepiva usprotivili dijelovima ovih prijedloga.
Međunarodne skupine, poput Centra za umjetnički aktivizam i Sveučilišta Saveza za Medicinu, zalažu se za jednak pristup licenciranim cjepivima protiv COVID-19. Znanstvenici su ohrabrili da WHO, CEPI, korporacije i vlade surađuju kako bi osigurali raspodjelu eventualnih cjepiva protiv COVID-19 na temelju dokaza utvrđenih na temelju rizika od zaraze, posebno hitnih cijepljenja koja se prvo pružaju zdravstvenim radnicima, ranjivoj populaciji i djeci. Slično razvoju prvog cjepiva protiv dječje paralize koje nikada nije patentirano, učinkovito cjepivo protiv COVID-19 bilo bi dostupno za proizvodnju i odobravanje u brojnim zemljama i centrima za proizvodnju farmaceutskih proizvoda širom svijeta, što bi omogućilo ravnomjerniju i isplativije distribuciju na globalne razmjere.

### Fazna distribucija
Mnoge su zemlje provodile fazne planove raspodjele koji daju prioritet onima s najvećim rizikom od komplikacija poput starijih i onima s visokim rizikom od izloženosti i prijenosa, poput zdravstvenih radnika.
U Sjedinjenim Državama, Savjetodavni odbor CDC-a za imunizacijske prakse (ACIP) izglasao je 1. prosinca da se prvim dozama cjepiva daju prednost zdravstveni radnici i štićenici i osoblje staračkih domova. ACIP je preporučio da se u drugu fazu raspodjele (faza 1b) uključe osobe u dobi od ≥75 godina i osnovni radnici koji nisu u zdravstvenoj zaštiti. Međutim, države kontroliraju konačne planove za određivanje prioriteta, distribuciju i logistiku cijepljenja svih kad opskrba postane dostupna.
Europska unija započela je s postupnim uvođenjem cjepiva 27. prosinca. Svaka država članica upravlja distribucijom sa zajedničkim fokusom na davanje prioriteta zdravstvenim radnicima, osobama s visokim rizikom izloženosti, starijim osobama i onima s ozbiljnim zdravstvenim stanjima.
Program cijepljenja COVID-19 u Ujedinjenom Kraljevstvu dao je prioritet stanovnicima ustanova za njegu starijih i njegovateljima, a slijedili su ih zdravstveni radnici i oni stariji od 80 godina. Naknadne faze uglavnom se temelje na dobi, opadajući sa 75 godina u koracima od 5 godina.

### Pravilan pristup
Tijekom 2020. godine, dok je pandemija COVID-19 globalno eskalirala, a razvoj cjepiva intenzivirao se, WHO COVAX Facility usvojio je rečenicu: "Nitko nije siguran ako svi nisu sigurni", kako bi naglasio potrebu za pravičnom distribucijom cjepiva COVID-19 odobrenih za stavljanje u promet. Ipak, do sredine prosinca nekih 16 zemalja koje predstavljaju samo 14% svjetske populacije naručile su više od 10 milijardi doza cjepiva ili oko 51% dostupne svjetske opskrbe. Točnije, Kanada, Australija i Japan - imajući samo 1% slučajeva COVID-19 na svijetu - kolektivno su rezervirali oko milijardu doza cjepiva, dok je COVAX Facility imao za cilj opskrbu cjepivima za gotovo 100 nisko- Zemlje sa srednjim primanjima koje si ne mogu u potpunosti priuštiti plaćanje cjepiva protiv COVID-19, rezervirale su samo nekoliko stotina milijuna doza. Predbilježbe iz bogatih zemalja izrađene su tijekom 2020. godine s 13 različitih proizvođača cjepiva, dok su one za zemlje s niskim i srednjim primanjima izrađene prvenstveno za cjepivo AstraZeneca-Oxford, koje je najniže u cijeni i nema posebne potrebe za hlađenjem.
Zbog velike potražnje bogatih zemalja za predbilježbama u razdoblju 2020. – 21., Ljudi u zemljama u razvoju mogu biti isključeni iz cijepljenja do 2023. – 24. Iz prvih odobrenih cjepiva. 18. prosinca COVAX Facility objavio je da je uspostavio sporazume s proizvođačima cjepiva za opskrbu 1,3 milijarde doza za 92 zemlje s niskim i srednjim dohotkom u prvoj polovici 2021. Kako bi izvršio svoj plan pravedne distribucije 2021. godine, COVAX ostaje u hitnoj kampanji prikupljanja sredstava za prikupljanje 6,8 milijardi američkih dolara za kupnju cjepiva i isporuku zemljama sudionicama proporcionalno njihovoj populaciji.

### Suverenitet
Favorizirana distribucija cjepiva unutar jedne ili nekoliko odabranih zemalja, nazvana "suverenitet cjepiva", kritika je nekih partnerstava za razvoj cjepiva, kao što je kandidat za cjepivo AstraZeneca i Sveučilište u Oxfordu, s obzirom na to da li postoji može biti prioritetna distribucija prvo u Velikoj Britaniji i "najvišem ponuđaču" - Sjedinjenim Državama, koje su uplatile 1,2 milijarde američkih dolara kako bi osigurale 300 milijuna doza cjepiva za Amerikance, čak i prije nego što se stavi cjepivo AstraZeneca-Oxford ili cjepivo Sanofi pokazao se sigurnim ili učinkovitim. Postoji zabrinutost oko toga mogu li neke zemlje koje proizvode cjepiva nametnuti protekcionističku kontrolu ograničavanjem izvoza koje bi zalihe COVID-19 cjepiva za njihovu vlastitu populaciju.
Kineska vlada obećala je u svibnju da će uspješno kinesko cjepivo postati "globalno, javno dobro", podrazumijevajući da će se proizvesti dovoljno doza za nacionalnu i globalnu distribuciju. Za razliku od mRNA cjepiva, koja se moraju čuvati na temperaturama ispod nule, inaktivirana cjepiva iz Sinovac i Sinopharm zahtijevaju uobičajeno hlađenje i možda će biti privlačnija u zemljama u razvoju.
U lipnju je Institut za serum (SII) - glavni proizvođač globalnih cjepiva - postigao sporazum o licenciranju s AstraZenecom za izradu milijarde doza cjepiva za zemlje s niskim i srednjim dohotkom; od čega polovica doza otišao bi u Indiju. Slična preferencijalna distribucija u domovini može postojati ako se cjepivo proizvodi u Australiji.

## Lanac opskrbe
Uvođenje cjepiva COVID-19 može zahtijevati transport i praćenje 10–19 milijardi doza bočica širom svijeta, što je napor lako postati najveći izazov u lancu opskrbe u povijesti.  Od rujna 2020., stručnjaci za lance opskrbe i logistike izrazili su zabrinutost da međunarodne i nacionalne mreže za distribuciju licenciranog cjepiva nisu spremne za količinu i hitnost, uglavnom zbog pogoršanja resursa tijekom zaključavanja pandemije tijekom 2020. godine i smanjenja broja degradiranih mogućnosti opskrbe. Rješavajući svjetski izazov s kojim se suočava koordiniranje brojnih organizacija - partnerstvo COVAX, globalne farmaceutske tvrtke, ugovorni proizvođači cjepiva, međunarodni i internacionalni transport, skladišta i zdravstvene organizacije u pojedinim zemljama - Seth Berkley, izvršni direktor GAVI-a, izjavio je: "Isporuka milijarde doza cjepiva za cijeli svijet učinkovito će uključivati izuzetno složene logističke i programske prepreke na cijelom lancu opskrbe."
Kao primjer koji naglašava neizmjernost izazova, Međunarodno udruženje zračnog prometa izjavilo je da će za prijevoz samo jedne doze za ljude u više od 200 zemalja s kojima se suočava biti potrebno 8.000 teretnih zrakoplova Boeing 747 - implementiranih s opremom za precizno skladištenje cjepiva. Pandemija COVID-19. GAVI navodi da "s brzom pandemijom nitko nije siguran, osim ako su svi sigurni."
Za razliku od višemilijarskog ulaganja u tehnologije cjepiva i kliničkih istraživanja u ranoj fazi, lanac opskrbe cjepiva nakon izdavanja dozvole nije dobio isto planiranje, koordinaciju, sigurnost ili ulaganje. Glavna zabrinutost je što su resursi za distribuciju cjepiva u zemljama s niskim do srednjim prihodima, posebno za cijepljenje djece, neadekvatni ili ih uopće nema, ali mogli bi se poboljšati troškovnom efikasnošću ako bi se nabava i distribucija centralizirala na regionalnom ili nacionalnom nivou. U rujnu je partnerstvo COVAX uključivalo 172 zemlje koje su koordinirale planove za optimizaciju lanca opskrbe cjepivom COVID-19, i Dječji fond Ujedinjenih naroda udružio se s COVAX-om radi pripreme lanca financiranja i opskrbe za cijepljenje djece u 92 zemlje u razvoju.

## Odgovornost
Dana 4. veljače 2020. američki ministar zdravstva i socijalnih usluga Alex Azar objavio je obavijest o izjavi prema Zakonu o javnoj spremnosti i pripravnosti za hitne medicinske mjere protiv COVID-19, koja obuhvaća "svako cjepivo koje se koristi za liječenje, dijagnosticiranje, liječenje, prevenciju, ili ublažiti COVID-19, ili prijenos SARS-CoV-2 ili virusa koji mutira ", i navodeći da izjava isključuje" zahtjeve za odgovornost zbog nepažnje proizvođača pri stvaranju cjepiva ili nemara zdravstvenog radnika u propisivanju pogrešna doza, odsutni namjerni prekršaj ". Deklaracija je na snazi u Sjedinjenim Državama do 1. listopada 2024.
U Europskoj uniji cjepiva COVID-19 licencirana su pod uvjetnim odobrenjem za stavljanje proizvoda u promet koji ne izuzima proizvođače od zahtjeva za građansku i upravnu odgovornost. Iako ugovori o kupnji s proizvođačima cjepiva ostaju tajni, oni ne sadrže izuzeća od odgovornosti čak i za nuspojave koje nisu bile poznate u vrijeme izdavanja dozvole.

## Nezgodne situacije pri ispitivanjima

### AZD1222
Ispitivanja su prestala 8. rujna 2020. zbog nepovoljnog neurološkog događaja u jednom sudioniku, ali se nastavilo 12. rujna 2020. nakon što je utvrđeno da simptomi nisu povezani s cjepivom

### Ad26.COV2.S
Ispitivanja su prestala 13. listopada 2020. zbog neobjašnjive bolesti kod sudionika.

### V451
Razvoj cjepiva otkazan je 11. prosinca 2020. nakon lažno pozitivnih testova na protutijela HIV-a kod određenog broja sudionika u ispitivanju faze I cjepiva.

## Kolebljivost cjepiva
Otprilike 10% javnosti cjepiva smatra nesigurnim ili nepotrebnim, odbijajući cijepljenje - globalnu prijetnju zdravlju koja se naziva kolebljivost cjepiva - što povećava rizik od daljnjeg širenja virusa koji bi mogao dovesti do izbijanja COVID-19. Sredinom 2020. godine procjene iz dva istraživanja bile su da bi 67% ili 80% ljudi u SAD-u prihvatilo novo cijepljenje protiv COVID-19, uz velike razlike u razini obrazovanja, radnom statusu, rasi i zemljopisnom položaju.
Anketa koju su proveli National Geographic i Morning Consult pokazala je spolnu razliku u spremnosti za uzimanje cjepiva COVID-19 u SAD-u, a 69% ispitanih muškaraca reklo je da će uzeti cjepivo, u usporedbi sa samo 51% žena. Anketa je također pokazala pozitivnu povezanost između razine obrazovanja i spremnosti za cjepivo.

## Cijena
U prosincu 2020. belgijski političar je ukratko objavio povjerljive cijene dogovorene između proizvođača cjepiva i EU:
| Proizvođać      | Cijena za svaku dozu (€) |
| --------------- | ------------------------ |
| AstraZeneca     | €1,78                    |
| Johnson&Johnson | €6,97                    |
| Sanofi/GSK      | €7,56                    |
| Pfizer/BioNTech | €12,00                   |
| Curevac         | €10,00                   |
| Moderna         | €14,77                   |

## Dezinformacije o cjepivu
Objave na društvenim mrežama ranije su promovirale teoriju zavjere da je cjepivo protiv COVID-19 već bilo dostupno kad nije. Patenti koje su citirali ti različiti postovi na društvenim mrežama odnosili su se na postojeće patente za genetske sekvence i cjepiva za druge sojeve kao što je SARS koronavirus, ali ne i za COVID-19.
Dana 21. svibnja 2020., FDA je javno objavila obavijest o prestanku i napuštanju koju je poslala tvrtki North Coast Biologics, tvrtki sa sjedištem u Seattlu koja je prodavala navodno "nCoV19 cjepivo protiv proteina".

### Uloga mRNA
Upotreba cjepiva na bazi mRNA za COVID-19 bila je osnova dezinformacija koje su kružile društvenim mrežama, pogrešno tvrdeći da uporaba RNA nekako mijenja DNK osobe ili ističući dosad nepoznati sigurnosni zapis tehnologije, a zanemarujući nakupljanje dokaza iz ispitivanja u kojima su sudjelovali deseci tisuća ljudi.

### Neplodnost
U popularnom postu na blogu, njemački političar Wolfgang Wodarg, zajedno s bivšim zaposlenikom Pfizera Michaelom Yeadonom, širio je dezinformacije tvrdeći da cjepiva COVID-19 uzrokuju neplodnost žena. Komentirajući ove tvrdnje, David Gorski napisao je "Tužna je stvar što ovaj ne tako dinamičan dvojac potpiruje stvarni strah da će nova cjepiva COVID-19 učiniti žene neplodnima i čini to na temelju špekulativnih gluposti".

### Cjepivo protiv dječje paralize kao navodni vektor COVID-19
Objave na društvenim mrežama u Kamerunu progurale su teoriju zavjere da cjepiva protiv dječje paralize sadrže koronavirus, što je dodatno zakompliciralo iskorjenjivanje dječje paralize izvan logističkih i financijskih poteškoća stvorenih pandemijom COVID-19.

### Bellova paraliza
Društvenim mrežama kruže tvrdnje da tozinameran (cjepivo Pfizer-BioNTech COVID-19) uzrokuje Bellovu paralizu. Iako je istina da su tijekom ispitivanja četvorica od 22.000 sudionika ispitivanja imala Bellovu paralizu, FDA je primijetila da je "učestalost prijavljene Bellove paralize u skupini cjepiva u skladu s očekivanom stopom pozadine u općoj populaciji".

### Poboljšanje ovisno o antitijelima
Pojačanje ovisno o antitijelima (ADE) pojava je kojom imunološki sustav može pretjerano reagirati na uvođenje materijala protiv kojeg već ima antitijela. ADE je primijećen u ispitivanjima na životinjama tijekom razvoja cjepiva protiv koronavirusa, ali od 14. prosinca 2020. nije zabilježena incidencija u ispitivanjima cjepiva na ljudima. Ipak, aktivisti protiv cijepljenja lažno navode ADE kao razlog za izbjegavanje cijepljenja protiv COVID-19.

### Tvrdnje o cjepivu prije nego što je postojalo
Više objava na društvenim mrežama promoviralo je teoriju zavjere tvrdeći da je u ranoj fazi pandemije virus bio poznat i da je cjepivo već bilo dostupno. PolitiFact i FactCheck.org primijetili su da u tom trenutku nije postojalo cjepivo protiv COVID-19. Patenti koje citiraju različiti postovi na društvenim mrežama upućuju na postojeće patente za genetske sekvence i cjepiva za druge sojeve koronavirusa, poput SARS koronavirusa. SZO je izvijestio da od 5. veljače 2020., usprkos vijestima o otkrivanju "probojnih lijekova", nije bilo lijekova za koje se zna da su učinkoviti; to uključuje antibiotike i biljne lijekove koji nisu korisni.
Na Facebooku se u široko podijeljenoj objavi u travnju 2020. tvrdi da je sedmero senegalske djece umrlo jer su primili cjepivo COVID-19. Takvo cjepivo nije postojalo, iako su neka u to vrijeme bila u kliničkim ispitivanjima.

### Fetalni materijal u cjepivu
U studenom 2020. mrežom su kružile tvrdnje da AZD1222, cjepivo protiv COVID-19, koje su razvile Sveučilište Oxford i AstraZeneca, "sadrži" tkivo pobačenih fetusa. Iako je istina da stanične linije izvedene iz fetusa prekinutog 1970. godine igraju ulogu u procesu razvoja cjepiva, molekule su potpuno odvojene od samog cjepiva.